# بول (الرأس الأخضر)
بول  هي مقاطعة في الرأس الأخضر، بلغ عدد سكانها 6,997  نسمة وذلك حسب إحصائيات سنة 2010، عاصمتها Pombas, Cape Verde ‏.

## الموقع
تشترك في الحدود مع:
- بورتو نوفو (الرأس الأخضر)
- ريبيرا غراندي  [لغات أخرى]‏.